# Esqui alpino nos Jogos Olímpicos de Inverno de 1968
O esqui alpino nos Jogos Olímpicos de Inverno de 1968 consistiu de seis eventos, realizados entre 9 e 17 de fevereiro de 1968 em Grenoble, na França.
Jean-Claude Killy venceu todas as três provas masculinas e repetiu o desempenho do austríaco Toni Sailer nos Jogos Olímpicos de 1956. Desde o feito de Killy, nenhum outro esquiador alpino conseguiu repetir o feito de conquistar três medalhas de ouro em uma única edição das Olimpíadas.

## Medalhistas
Masculino
| Evento                  | Ouro                         | Prata                     | Bronze                         |
| ----------------------- | ---------------------------- | ------------------------- | ------------------------------ |
| Downhill detalhes       | Jean-Claude Killy FRA França | Guy Périllat FRA França   | Jean-Daniel Dätwyler SUI Suíça |
| Slalom detalhes         | Jean-Claude Killy FRA França | Herbert Huber AUT Áustria | Alfred Matt AUT Áustria        |
| Slalom gigante detalhes | Jean-Claude Killy FRA França | Willy Favre SUI Suíça     | Heinrich Messner AUT Áustria   |

Feminino
| Evento                  | Ouro                          | Prata                   | Bronze                      |
| ----------------------- | ----------------------------- | ----------------------- | --------------------------- |
| Downhill detalhes       | Olga Pall AUT Áustria         | Isabelle Mir FRA França | Christl Haas AUT Áustria    |
| Slalom detalhes         | Marielle Goitschel FRA França | Nancy Greene CAN Canadá | Annie Famose FRA França     |
| Slalom gigante detalhes | Nancy Greene CAN Canadá       | Annie Famose FRA França | Fernande Bochatay SUI Suíça |

## Quadro de medalhas
| Ordem | País        | Medalha de ouro | Medalha de prata | Medalha de bronze |    |
| ----- | ----------- | --------------- | ---------------- | ----------------- | -- |
| 1     | FRA França  | 4               | 3                | 1                 | 8  |
| 2     | AUT Áustria | 1               | 1                | 3                 | 5  |
| 3     | CAN Canadá  | 1               | 1                |                   | 2  |
| 4     | SUI Suíça   |                 | 1                | 2                 | 3  |
| TOTAL | TOTAL       | 6               | 6                | 6                 | 18 |